# 保寧仁勇
保寧仁勇禪師（?—?），俗姓竺，浙江四明人，宋代臨濟宗楊岐派僧人。初學天台教觀，曾禮謁於雪竇重顯禪師，後往湖南潭州雲蓋山，投入楊岐方會門下，法嗣於楊岐方會禪師。  
生平著作有《保寧仁勇禪師語錄》又名《金陵保寧禪院勇禪師語錄》傳世。主要收錄了上堂、示眾、問答等九十餘篇及偈頌二首。 

## 生平
保寧仁勇禪師依於尊師楊岐方會悟道，在楊岐禪師示寂之後，便與同參師兄白雲守端四處參訪，後任江蘇金陵保寧寺住持，宣揚臨濟宗楊岐派禪風。

## 師承
- 楊岐方會

## 弟子
- 壽聖智淵
- 壽聖楚文
- 寶積宗映
- 景福日余

## 主要著作
- 《保寧仁勇禪師語錄》

## 外部連結
- 保寧仁勇禪師語錄 第1卷 （页面存档备份，存于）